# Otsu
Ōtsu (Japans: 大津市, Ōtsu-shi) is de hoofdstad van de Japanse prefectuur Shiga. De stad heeft een oppervlakte van 464,10 km² en had op begin 2009 ongeveer 331.000 inwoners. De stad ligt aan de zuidelijke oever van het Biwameer.

## Geschiedenis
- Op 11 mei 1891 pleegde Tsuda Sanzo een aanslag op het leven van tsarevitsj Nikolaas, kroonprins van Rusland. Deze gebeurtenis staat bekend als het Otsu-incident.
- Otsu werd op 1 oktober 1898 een stad (shi).
- Op 1 april 2001 kreeg Otsu het statuut van speciale stad van Japan.
- Op 20 maart 2006 werd de gemeente Shiga van het District Shiga aangehecht bij de stad Otsu. Het district Shiga hield op te bestaan.
- Op 1 april 2009 kreeg Otsu het statuut van kernstad van Japan (中核市, chūkaku-shi).

## Inwoners van Otsu

### Geboren
- Yuki Ogura (1895-2000) - Japanse nihonga schilderes

## Bezienswaardigheden
- - Het Biwameer
  - Ōmi-jingū (shintoschrijn)

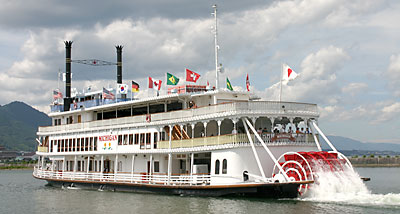
Het Biwameer

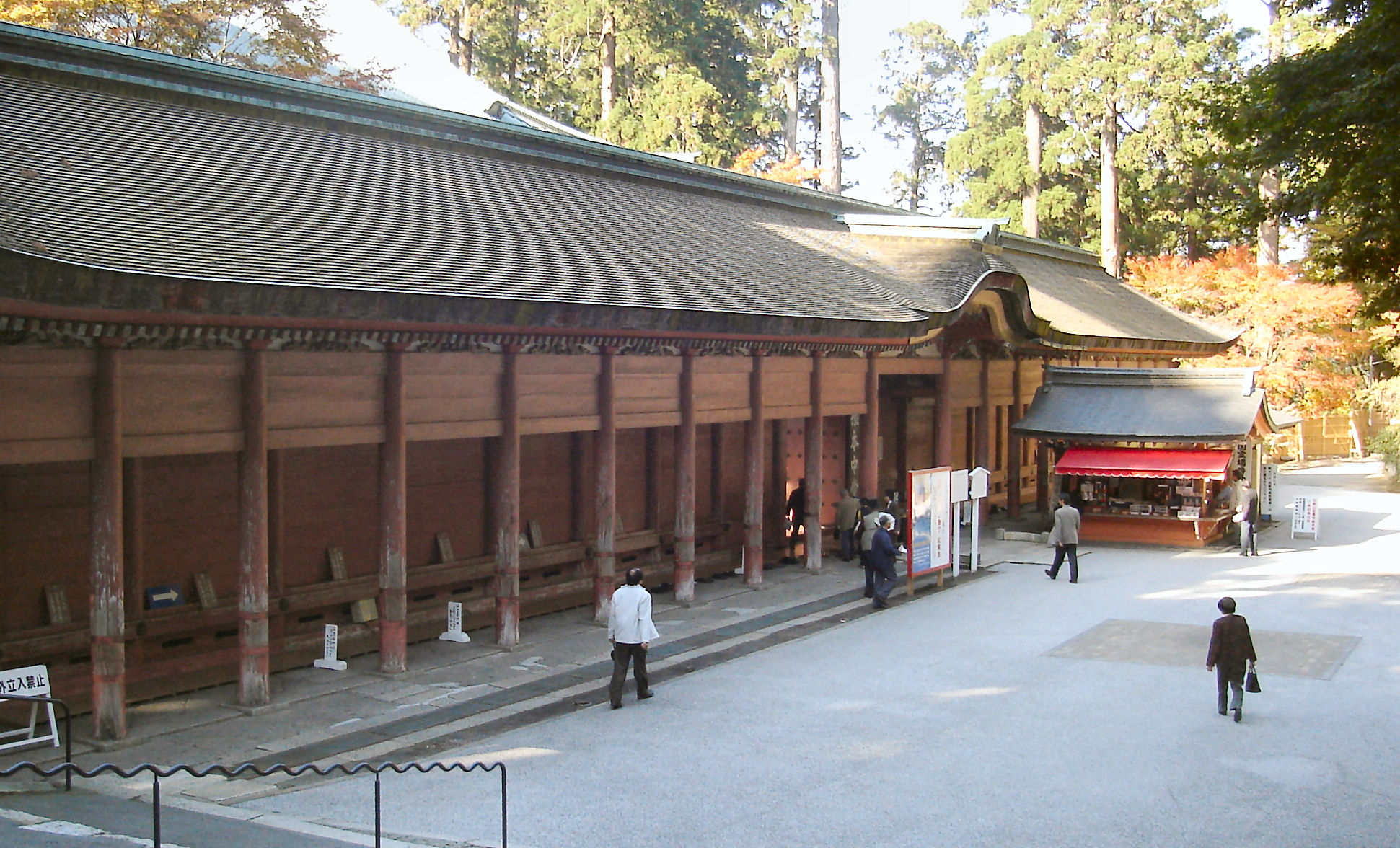
Enryaku-ji

  - Enryaku-ji, een boeddhistische tempel in Otsu die sinds 1994 door de UNESCO als Werelderfgoed erkend is (als onderdeel van De Historische monumenten van oud-Kioto).

## Verkeer

### Weg

#### Autosnelweg
Ōtsu ligt aan de Meishin-autosnelweg

#### Autoweg
Ōtsu ligt aan de volgende autowegen :
- Autoweg 1 (richting Osaka en Nagoya)
- Autoweg 161
- Autoweg 367
- Autoweg 422
- Autoweg 477

#### Prefecturale weg
Ōtsu ligt aan de prefecturale wegen 2, 3, 7,12,16, 18, 26, 29, 30, 35, 36, 43, 47, 56, 57, 102, 103, 104, 106, 108, 109, 307, 311, 313, 315, 316, 321, 322, 558, 559, 601, 781, 782 en 783.

### Trein
- JR West:
  - Tokaido-lijn (Biwako-lijn)

(Kioto<<) Ōtsu – Zeze - Ishiyama - Seta (>> Maibara)
- - Kosei-lijn

(Kioto<<) Nishi-Ōtsu – Karasaki - Hiezan Sakamoto - Ogoto Onsen – Katata - Ono - Wani - Hōrai – Shiga - Hira - Ōmi-Maiko - Kita-Komatsu (>> Takashima)
- Keihan:
  - Ishiyama Sakamoto-lijn
  - Keishin-lijn

## Stedenband
Ōtsu heeft een stedenband met
- Lansing (Michigan), Verenigde Staten
- Würzburg, Duitsland
- Interlaken, Zwitserland
- Mudanjiang, Volksrepubliek China
- Gumi, Zuid-Korea

## Aangrenzende steden
- Kioto
- Uji
- Kusatsu
- Takashima
- Rittō
- Kōka